# FIA Sportscar Championship 2001
Navigation
Édition précédente Édition suivante
La saison 2001 du FIA Sportscar Championship  est la cinquième édition de cette compétition en tenant compte qu'elle descend de en tenant compte qu'elle descend de l'International Sports Racing Series et de la Sports Racing World Cup. Elle se déroule du 8 avril au 16 septembre 2001. Elle comprend huit manches de 2 Heures 30 minutes ou 1 000 km chacune.

## Calendrier
| N° | Course                                                     | Circuit                       | Date          |
| -- | ---------------------------------------------------------- | ----------------------------- | ------------- |
| 1  | 2 Heures et 30 minutes de Barcelone                        | Circuit de Catalunya          | 8 avril       |
| 2  | 1 000 kilomètres de Monza                                  | Autodromo Nazionale di Monza  | 22 avril      |
| 3  | 2 Heures et 30 minutes de Spa                              | Circuit de Spa-Francorchamps  | 13 mai        |
| 4  | Mistrovství FIA Sportnovních Vozu (2 Heures et 30 minutes) | Autodrom Brno Masaryk         | 1er juillet   |
| 5  | 2 Heures et 30 minutes de Magny-Cours                      | Circuit de Nevers Magny-Cours | 29 juillet    |
| 6  | August Bank Holiday Grand Prix (2 Heures et 30 minutes)    | Donington Park                | 26 août       |
| 7  | 2 Heures et 30 minutes de Mondello                         | Mondello Park                 | 1er septembre |
| 8  | ADAC-DMC Sportwagen Festival (2 Heures et 30 minutes)      | Nürburgring                   | 16 septembre  |

## Résultats
Les vainqueurs du classement général de chaque manche sont inscrits en caractères gras.
| N° | Course      | Équipe victorieuse SR1                 | Équipe victorieuse SR2                  |
| N° | Course      | Pilotes victorieux SR1                 | Pilotes victorieux SR2                  |
| -- | ----------- | -------------------------------------- | --------------------------------------- |
| 1  | Barcelona   | #1 BMS Scuderia Italia                 | #61 Rowan Racing                        |
| 1  | Barcelona   | Christian Pescatori Marco Zadra        | Warren Carway Martin O'Connell          |
| 2  | Monza       | #3 GLV Brums                           | #76 SRTS                                |
| 2  | Monza       | Christian Vann Giovanni Lavaggi        | Larry Oberto Thed Björk                 |
| 3  | Spa         | #1 BMS Scuderia Italia                 | #59 B.M. Autosport Racing               |
| 3  | Spa         | Jean-Marc Gounon Marco Zadra           | Massimo Monti Renato Nobili             |
| 4  | Brno        | #5 Den Blå Avis                        | #76 SRTS                                |
| 4  | Brno        | John Nielsen Hiroki Katoh              | Larry Oberto Thed Björk                 |
| 5  | Magny-Cours | #16 Pescarolo Sport                    | #61 Rowan Racing                        |
| 5  | Magny-Cours | Jean-Christophe Boullion Laurent Redon | Warren Carway Martin O'Connell          |
| 6  | Donington   | #17 Team Ascari                        | #61 Rowan Racing                        |
| 6  | Donington   | Ben Collins Werner Lupberger (en)      | Warren Carway Martin O'Connell          |
| 7  | Mondello    | #5 Den Blå Avis                        | #76 SRTS                                |
| 7  | Mondello    | John Nielsen Hiroki Katoh              | Damien Faulkner Larry Oberto Thed Björk |
| 8  | Nürburgring | #8 Racing for Holland                  | #76 SRTS                                |
| 8  | Nürburgring | Jan Lammers Val Hillebrand             | Larry Oberto Thed Björk                 |

## Classement saison 2001

### Attribution des points
| Points | 20 | 15 | 12 | 10 | 8 | 6 | 4 | 2 | 1 |

### Championnat pilotes

#### Classements SR1
Marco Zadra remporte le championnat au volant d'une Ferrari 333 SP engagée par BMS Scuderia Italia.

#### Classements SR2
Thed Björk et Larry Oberto remporte le championnat au volant d'une Lola B2K/40 Nissan engagée par Sportsracing Team Sweden.

### Championnat des Équipes

#### Classement SR1
| Pos. | Équipe              | Voiture              | Moteur                    | Mc 1 | Mc 2 | Mc 3 | Mc 4 | Mc 5 | Mc 6 | Mc 7 | Mc 8 | Total points |
| ---- | ------------------- | -------------------- | ------------------------- | ---- | ---- | ---- | ---- | ---- | ---- | ---- | ---- | ------------ |
| 1    | BMS Scuderia Italia | Ferrari 333 SP       | Ferrari F310E 4.0L V12    | 20   |      | 20   | 15   | 15   | 15   | 15   | 10   | 110          |
| 2    | Den Blå Avis        | Dome S101            | Judd GV4 4.0L V10         | 10   |      | 6    | 20   | 12   | 8    | 20   | 12   | 88           |
| 3    | Racing for Holland  | Dome S101            | Judd GV4 4.0L V10         |      | 12   | 12   | 8    | 6    | 12   | 12   | 20   | 82           |
| 4    | Team Ascari         | Ascari A410          | Judd GV4 4.0L V10         |      | 15   | 10   | 10   | 10   | 20   | 6    |      | 71           |
| 5    | R & M               | Riley & Scott Mk III | Judd GV4 4.0L V10         | 12   |      |      | 12   | 3    | 4    | 10   |      | 41           |
| 6    | Pescarolo Sport     | Courage C60          | Peugeot A32 3.2L Turbo V6 |      |      |      |      | 20   |      |      | 15   | 35           |
| 7    | GLV Brums           | Ferrari 333 SP       | Judd GV4 4.0L V10         |      | 20   | 8    |      |      |      |      |      | 28           |
| 8    | Redman Bright       | Reynard 01Q          | Judd GV4 4.0L V10         |      | 10   |      |      | 4    | 6    |      |      | 20           |
| 9    | Kremer Racing       | Lola B98/K2001       | Ford (Roush) 6.0L V8      |      |      |      | 6    |      | 10   |      |      | 16           |

#### Classement SR2
| Pos. | Équipe                     | Voiture                         | Moteur                   | Mc 1 | Mc 2 | Mc 3 | Mc 4 | Mc 5 | Mc 6 | Mc 7 | Mc 8 | Total points |
| ---- | -------------------------- | ------------------------------- | ------------------------ | ---- | ---- | ---- | ---- | ---- | ---- | ---- | ---- | ------------ |
| 1    | SportsRacing Team Sweden   | Lola B2K/40                     | Nissan (AER) VQL 3.0L V6 | 15   | 20   | 8    | 20   |      | 15   | 20   | 20   | 118          |
| 2    | Lucchini Engineering       | Lucchini SR2000 Lucchini SR2001 | Alfa Romeo 3.0L V6       | 3    | 15   | 15   | 15   | 15   |      | 12   | 12   | 87           |
| 3    | Rowan Racing               | Pilbeam MP84                    | Nissan (AER) VQL 3.0L V6 | 20   |      |      | 8    | 20   | 20   | 15   |      | 83           |
| 4    | Audisio & Benvenuto Racing | Lucchini SR2-99 Lucchini SR2001 | Alfa Romeo 3.0L V6       | 12   |      | 10   | 12   |      | 8    |      | 15   | 57           |
| 5    | B.M. Autosport Racing      | Tampolli SR2                    | Alfa Romeo 3.0L V6       | 10   |      | 20   |      | 12   |      |      |      | 42           |
| 6    | PiR Competition            | Debora LMP299                   | BMW 3.0L I6              | 4    |      | 4    | 4    |      | 10   | 10   | 6    | 38           |
| 7    | SCI                        | Lucchini SR2000                 | Alfa Romeo 3.0L V6       | 2    |      | 3    | 10   |      | 6    |      | 10   | 31           |
| 8    | Team Sovereign             | Rapier 6                        | Nissan (AER) VQL 3.0L V6 | 8    |      |      |      |      | 12   |      | 4    | 24           |
| 9    | Renauer Motorsport         | Tampolli SR2                    | Alfa Romeo 3.0L V6       |      |      | 6    | 6    |      |      |      | 8    | 20           |
| 10   | Siliprandi                 | Lucchini SR2-99                 | Alfa Romeo 3.0L V6       |      | 12   |      |      |      |      |      |      | 12           |
| 11   | EBRT Schroder              | Pilbeam MP84                    | Nissan (AER) VQL 3.0L V6 |      | 10   |      |      |      |      |      |      | 10           |
| 12   | Swara Racing               | Pilbeam MP84 Tampolli SR2       | Nissan (AER) VQL 3.0L V6 | 6    |      |      |      |      |      |      | 3    | 9            |
| 13   | Redman Bright              | Pilbeam MP84                    | Nissan (AER) VQL 3.0L V6 |      |      |      |      |      | 4    |      |      | 4            |

### Championnat des constructeurs

#### Classements SR1
Ferrari remporte le titre SR1.

#### Classements SR2
Lola Cars International remporte le titre SR2.